# Wyżyna Sandomierska
Wyżyna Sandomierska (342.35), nazywana również Wyżyną Opatowską – wschodnia część Wyżyny Kieleckiej. Rozciąga się pomiędzy Górami Świętokrzyskimi na zachodzie i południowym zachodzie, Przedgórzem Iłżeckim na północy a doliną Wisły na wschodzie. Fundament jej stanowią skały budujące Góry Świętokrzyskie, we wschodniej części osady pochodzenia morskiego (miocen) przykryły tenże fundament. Cały obszar jest pokryty utworami lessowymi, powierzchnia jego jest zrównana. Płynące tu rzeki, Koprzywianka, Opatówka, Kamionka i Świślina, rozcinają go. Wyżyna Sandomierska ma powierzchnię około 1140 km². Znajdują się tu dwa rezerwaty obejmujące lasy mieszane i jeden chroniący roślinność sucholubną.
Wysokość wynosi od 180 m n.p.m. w okolicach Sandomierza do 300 m n.p.m. u podnóża Gór Świętokrzyskich.
Wschodni kraniec wyżyny stanowią Góry Pieprzowe.